# 廖晓军
廖晓军（1952年3月—），重庆市人。天津财经学院财政金融系金融专业大学毕业。

## 生平
1985年，进入财政部工作。1995年，任政部办公厅主任、新闻发言人。2002年，任财政部副部长。2008年，当选第十一届全国人大代表。2011年，任第十二届全国人大常委会預算工作委員會主任。2016年12月25日，不再担任全国人大常委会预算工作委员会主任。2018年2月24日，当选为第十三届全国人大代表。